# Lijst van nummer 1-hits in Zweden in 2012
Deze hits stonden in 2012 op nummer 1 in  de Sverigetopplistan Single Top 60, de bekendste hitlijst in Zweden.
| Datum        | Artiest                           | Titel                        |
| ------------ | --------------------------------- | ---------------------------- |
| 6 januari    | Avicii                            | Levels                       |
| 13 januari   | Avicii                            | Levels                       |
| 20 januari   | Avicii                            | Levels                       |
| 27 januari   | Avicii                            | Levels                       |
| 3 februari   | Ansiktet                          | Äckligt                      |
| 10 februari  | Ansiktet                          | Äckligt                      |
| 17 februari  | Ansiktet                          | Äckligt                      |
| 24 februari  | Michel Teló                       | Ai se eu te pego!            |
| 2 maart      | Michel Teló                       | Ai se eu te pego!            |
| 9 maart      | Loreen                            | Euphoria                     |
| 16 maart     | Loreen                            | Euphoria                     |
| 23 maart     | Loreen                            | Euphoria                     |
| 30 maart     | Loreen                            | Euphoria                     |
| 6 april      | Loreen                            | Euphoria                     |
| 13 april     | Loreen                            | Euphoria                     |
| 20 april     | Gotye & Kimbra                    | Somebody that I used to know |
| 27 april     | Gotye & Kimbra                    | Somebody that I used to know |
| 4 mei        | Gotye & Kimbra                    | Somebody that I used to know |
| 11 mei       | Panetoz                           | Dansa pausa                  |
| 18 mei       | Panetoz                           | Dansa pausa                  |
| 25 mei       | Panetoz                           | Dansa pausa                  |
| 1 juni       | Flo Rida                          | Whistle                      |
| 8 juni       | Flo Rida                          | Whistle                      |
| 15 juni      | Flo Rida                          | Whistle                      |
| 22 juni      | Flo Rida                          | Whistle                      |
| 29 juni      | Flo Rida                          | Whistle                      |
| 6 juli       | Flo Rida                          | Whistle                      |
| 13 juli      | Alina Devecerski                  | Flytta på dej!               |
| 20 juli      | Alina Devecerski                  | Flytta på dej!               |
| 27 juli      | Flo Rida                          | Whistle                      |
| 3 augustus   | Flo Rida                          | Whistle                      |
| 10 augustus  | Stiftelsen                        | Vart jag än går              |
| 17 augustus  | Stiftelsen                        | Vart jag än går              |
| 24 augustus  | Stiftelsen                        | Vart jag än går              |
| 31 augustus  | Stiftelsen                        | Vart jag än går              |
| 7 september  | Stiftelsen                        | Vart jag än går              |
| 14 september | Stiftelsen                        | Vart jag än går              |
| 21 september | Nause                             | Hungry hearts                |
| 28 september | Swedish House Mafia & John Martin | Don't you worry child        |
| 5 oktober    | Swedish House Mafia & John Martin | Don't you worry child        |
| 12 oktober   | Swedish House Mafia & John Martin | Don't you worry child        |
| 19 oktober   | Swedish House Mafia & John Martin | Don't you worry child        |
| 26 oktober   | Swedish House Mafia & John Martin | Don't you worry child        |
| 2 november   | Swedish House Mafia & John Martin | Don't you worry child        |
| 9 november   | Swedish House Mafia & John Martin | Don't you worry child        |
| 16 november  | Swedish House Mafia & John Martin | Don't you worry child        |
| 23 november  | Swedish House Mafia & John Martin | Don't you worry child        |
| 30 november  | Swedish House Mafia & John Martin | Don't you worry child        |
| 7 december   | Swedish House Mafia & John Martin | Don't you worry child        |
| 14 december  | Swedish House Mafia & John Martin | Don't you worry child        |
| 21 december  | Swedish House Mafia & John Martin | Don't you worry child        |
| 28 december  | Imagine Dragons                   | Radioactive                  |